# Abelona frontalis
Abelona frontalis är en insektsart som först beskrevs av Hermann Burmeister 1838.  Abelona frontalis ingår i släktet Abelona och familjen Gryllacrididae. Inga underarter finns listade i Catalogue of Life.